# Neues Schloss (Pappenheim)

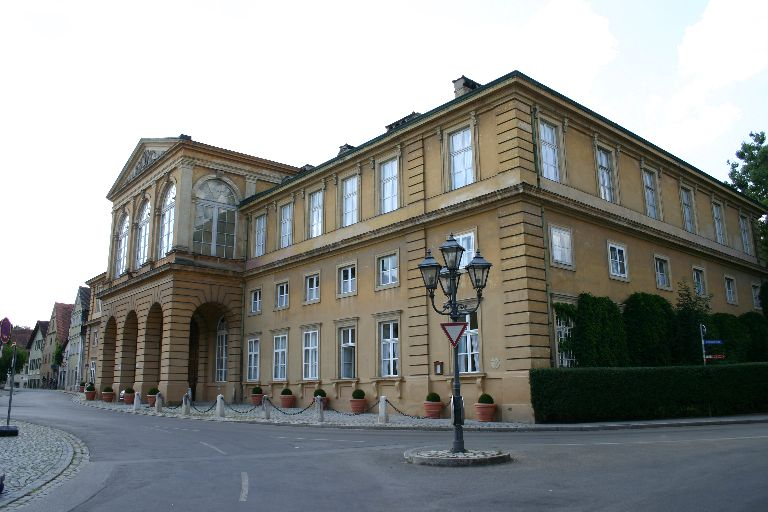
Das Neue Schloss

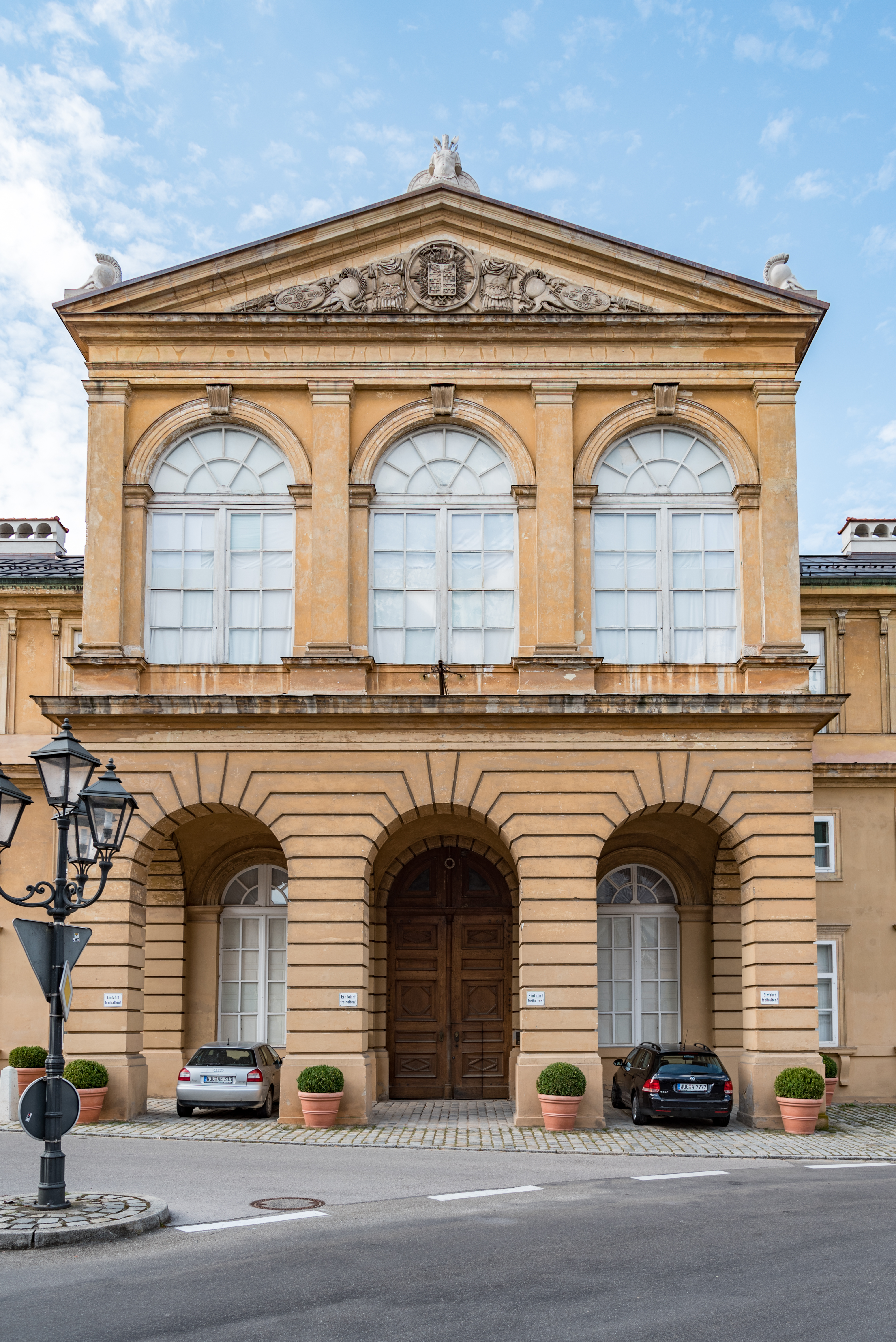
Portal

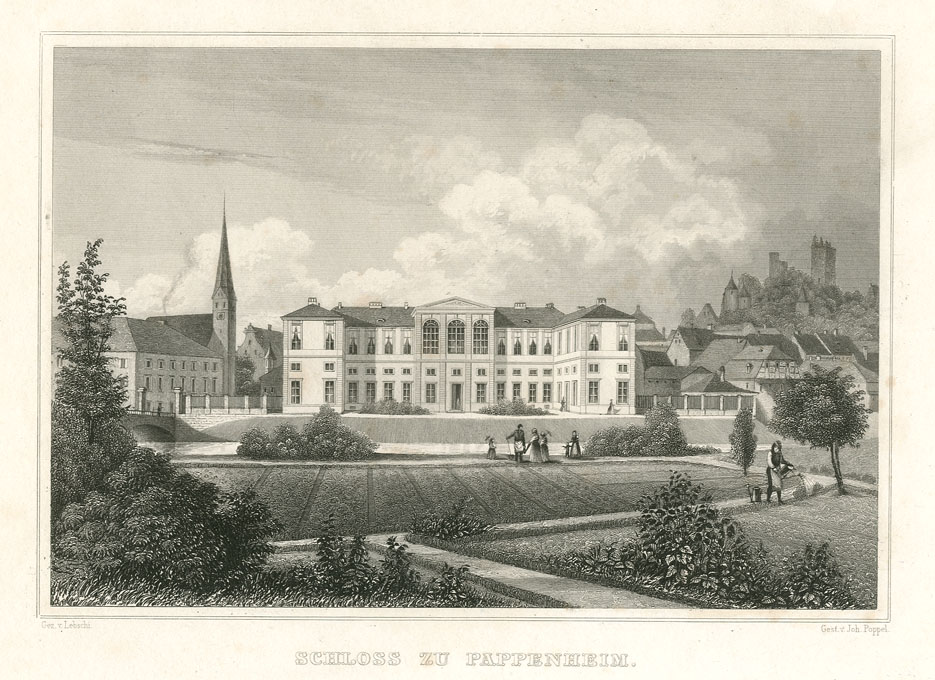
Stahlstich von Johann Poppel

Das Neue Schloss ist die ehemalige Residenz der Marschälle von Pappenheim und steht innerhalb der Altstadt von Pappenheim im mittelfränkischen Landkreis Weißenburg-Gunzenhausen. Zuvor dienten das Alte Schloss sowie die Burg Pappenheim als Residenzen. Das Gebäude ist unter der Denkmalnummer D-5-77-158-122 als Baudenkmal in die Bayerische Denkmalliste eingetragen.

## Lage
Das Neue Schloss mit der postalischen Adresse Marktplatz 5 steht umgeben von weiteren denkmalgeschützten Gebäuden am nördlichen Rand der Pappenheim Altstadt und unmittelbar südlich der Altmühl am Übergang vom Marktplatz zur Klosterstraße schräg gegenüber vom Rathaus auf einer Höhe von 408 m ü. NHN.

## Geschichte
Pappenheim gehörte seit 1806 zum 1806 gegründeten Königreich Bayern. Die Marschälle von Pappenheim ließen von 1819 bis 1822 von Baumeister Leo von Klenze das Neue Schloss erbauen und verlegten dann ihren Sitz vom Alten Schloss in das Neue Schloss.
Der Dreiflügelbau hat einen vortretenden, höher gestellten Mitteltrakt mit rustiziertem Untergeschoss mit Arkaden. Die Möbel der Inneneinrichtung wurden von Klenze und von Jean Baptiste Métivier entworfen. Im Festsaal befindet sich eine stuckierte Kassettendecke von Pierre Viotti sowie einen Historienfries und mehrere Grisaillemalereien von Anton Schönherr. Zum Schloss gehört ein Englischer Landschaftsgarten, der an die Altmühl angrenzt. Im Gebäude sind heute mehrere Büros und Wohnungen.
Das Neue Schloss befindet sich bis heute im Familienbesitz der Grafenfamilie von und zu Egloffstein.
2009 bis 2016 hätte u. a. die Fassade zum Marktplatz hin renoviert werden müssen.
Als dies nicht geschah, verlangte die Stadtverwaltung von Pappenheim Aufklärung und legte die Auszahlung von Geldern aus der Städtebauförderung auf Eis, die an den Abschluss bestimmter Bauabschnitte gekoppelt sind. Insgesamt sollten der Grafenfamilie 1,3 von 1,8 Millionen Euro Baukosten durch öffentliche Gelder erstattet werden. Es ist allerdings bis jetzt (Juni 2017) unklar, was genau mit den Geldern geschehen ist. Außer der Südfassade wurde auch der West- und Ostflügel nicht zur Gänze saniert. Landtagsvizepräsidentin Inge Aures (SPD) riet dem Bürgermeister am 22. Mai 2017, bereits ausgezahlte Städtebaufördermittel von den Egloffsteins zurückzufordern. Die Landtagsabgeordnete Helga Schmitt-Bussinger behielt sich vor, den Fall vor den Bayerischen Obersten Rechnungshof zu bringen. Tatsächlich brachte die Stadt beim Verwaltungsgericht Ansbach eine Klage auf Rückzahlung von 42.000 Euro an Städtebaufördermitteln ein, die aber zurückgewiesen wurde.